# Casa das Palmeiras
A Casa das Palmeiras é um edifício histórico na cidade de Lagos, na região do Algarve, em Portugal.

## História e descrição
O imóvel situa-se nas imediações da sede da Câmara Municipal de Lagos, o edifício Paços do Concelho Século XXI.
O imóvel foi construído nos finais do século XIX ou nos princípios do século XX, sendo um exemplo de um tipo de casa abastada que surgiu em Lagos nessa época, quando a cidade passou por um profundo processo de expansão comercial e industrial. Um outro edifício deste tipo em Lagos é a Casa Salvador Mateus, construída no século XIX, que foi transformada num hotel na década de 2010.
Foi a habitação do empresário italo-croata Giorge Novack de Vicenzo, que nas décadas de 1920 e 1930 explorou uma unidade de processamento de sardinha na área de São João Baptista, em Lagos, onde também se situa a Casa das Palmeiras. Porém, a presença da família Novack em Lagos é mais antiga, tendo o jornal O Écho de Lagos de 7 de Fevereiro de 1891 noticiado que «Brevemente começará a trabalhar nesta cidade uma fabrica de salga de sardinha em barris, por conta dos srs. Novack, da Áustria. A fabrica funccionará n’uma que é propriedade do Ex.mo Sr. Joaquim Mirandae onde em tempo esteve a do Tardis». Em 23 de Setembro de 1894, o jornal Pró Lagos reportou que «Vindo da Austria, chegou n'um dos dias da passada semana a esta cidade o sr. Giacomo Novak, extremoso pae do nosso amigo Marcello Novak e proprietário duma das fabricas de estiba de sardinhas n'esta cidade». Em 6 de Dezembro desse ano, o mesmo jornal publicou uma carta de Giorgio Novak, onde fez uma reclamação do recebedor da comarca, relativo ao pagamento da contribuição industrial.
Em 2024, a coligação Lagos com Futuro chamou a atenção para as avançadas condições de degradação em que se encontrava a Casa das Palmeiras, que descreveu como «de arquitetura interessante, testemunho do período industrial», tendo proposto a realização de obras de restauro e de adaptação num centro de cultura e artes, processo semelhante ao realizado na Casa Fogaça, ou na sede do Arquivo Municipal.